# Człowiek, który gapił się na kozy

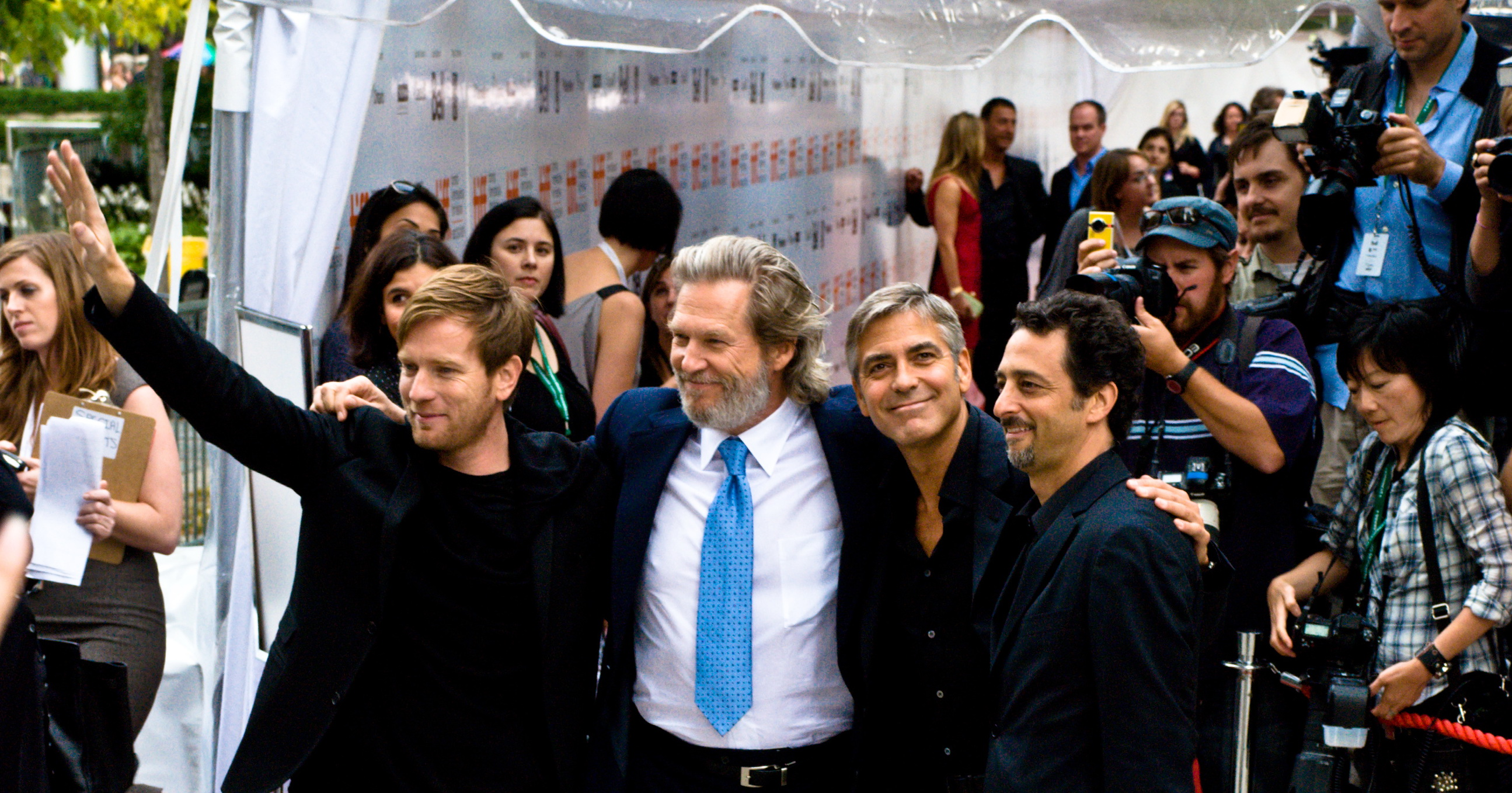
Od lewej: członkowie obsady Ewan McGregor, Jeff Bridges oraz George Clooney, a także reżyser Grant Heslov na premierze filmu w Toronto

Człowiek, który gapił się na kozy (ang. The Men Who Stare at Goats) – amerykański film komediowy z 2009. Scenariusz został oparty na książce Jona Ronsona.

## Fabuła
Akcja filmu rozgrywa się w ogarniętym wojną Iraku. Jego główny bohater, Bob Wilton, jest reporterem poszukującym tematu na reportaż na miarę jego aspiracji. Pewnego dnia przez przypadek poznaje Lyna Cassady’ego, który opowiada mu niezwykłą historię. Twierdzi, że jest członkiem eksperymentalnej jednostki wojskowej New Earth Army, która ma zmienić sposób prowadzenia wojny. Oddział próbuje rozwinąć w sobie zdolności paranormalne i wykorzystywać je w walce z wrogiem. Bill Django, który był założycielem jednostki, zaginął, a Cassady jest zmuszony go odnaleźć. Wilton, licząc na zdobycie historii swojego życia, rusza razem z nim.

## Obsada
- George Clooney – Lyn Cassady
- Ewan McGregor – Bob Wilton
- Jeff Bridges – Bill Django
- Kevin Spacey – Larry Hooper
- Waleed Zuaiter – Mahmud Daash
- Stephen Lang – generał Hopgood
- Rebecca Mader – Debora Wilton
- Matt Newton – szeregowiec Chris
- Tim Griffin – Tim Kootz
- Arron Shiver – porucznik Norman Pendleton
- Robert Farrior – sierżant Morgan
- Nick Offerman – Scotty Mercer
- Jacob Browne – porucznik Boone
- Robert Curtis Brown – generał Brown
- Robert Patrick – Todd Nixon
- Stephen Root – Gus Lacey